# Gueugnon
Gueugnon is een gemeente in het Franse departement Saône-et-Loire in de regio Bourgogne-Franche-Comté. De plaats maakt deel uit van het arrondissement Charolles. Gueugnon telde op 1 januari 2022 6.547 inwoners. 

## Geschiedenis
De plaats werd voor het eerst vermeld in de 9e eeuw, maar Gueugnon ontwikkelde zich pas vanaf de 17e eeuw. Jean Hector de Fay, markies van La Tour-Maubourg, was eigenaar van het Château des Essanlez. Hij bezat in 1725 een hoogoven, gieterij en later ook een walserij voor gietijzer in Gueugnon. Koning Lodewijk XV verleende de stad het recht om zes markten per jaar te organiseren. Aan het einde van de 18e eeuw werd een brug over de Arroux gebouwd door Emiland Gauthey, die gerenoveerd werd rond 1970. 
In de 19e eeuw ontwikkelde de metaalindustrie zich verder, maar er waren ook gips-, mangaan- en loodmijnen en vetmesterijen van vee. Aan het begin van de 20e eeuw waren tot 1.500 arbeiders actief in de metaalindustrie en in de jaren 1960 waren dat er meer dan 3.750. Gueugnon was wereldwijd een van de belangrijkste productiesites van koudgewalst roestvrij staal. Vanaf de jaren 1970 en 1980 begon de krimp van deze industrie, die wel nog steeds aanwezig is onder de firmanaam Aperam.

## Geografie
De oppervlakte van Gueugnon bedroeg op 1 januari 2022 28,51 vierkante kilometer; de bevolkingsdichtheid was toen 229,6 inwoners per km². Gueugnon ligt in de Charolais in een heuvelachtig landschap. De Arroux stroomt door de gemeente en heeft langs haar oevers zand en slib afgezet.
De onderstaande kaart toont de ligging van Gueugnon met de belangrijkste infrastructuur en aangrenzende gemeenten.

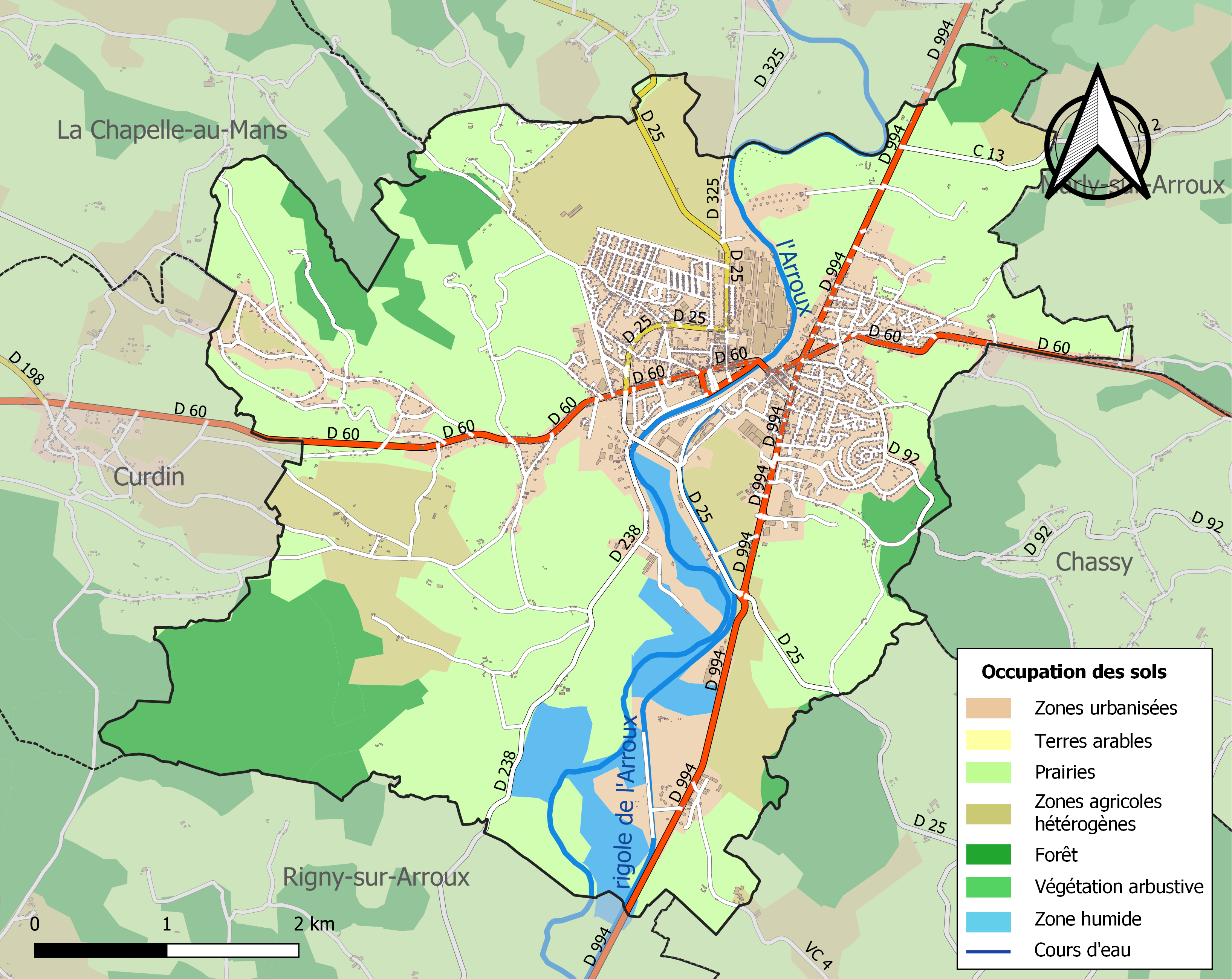

## Demografie
Onderstaande figuur toont het verloop van het inwonertal (bron: INSEE-tellingen).

## Sport
Gueugnon is één keer etappeplaats geweest in de wielerkoers Ronde van Frankrijk. De Brit Mark Cavendish won er in 2010 een etappe.
De lokale voetbalvereniging is FC Gueugnon, die speelt in het stadion Jean Laville met een capaciteit van 14.500.